# Iophon pluricorne
Iophon pluricorne är en svampdjursart som beskrevs av Topsent 1913. Iophon pluricorne ingår i släktet Iophon och familjen Acarnidae. Utöver nominatformen finns också underarten I. p. trulliferum.